# Y'a plus Internet
Y'a plus Internet (Over Logging en VO) est le sixième épisode de la saison 12 de la série télévisée South Park, coécrit par les créateurs de la série Trey Parker et Matt Stone, et diffusé pour la première fois le 16 avril 2008.
Dans cet épisode, la famille Marsh rejoint une migration massive de la population vers l'ouest des États-Unis pour fuir la raréfaction des connexions Internet au Colorado. L'épisode parodie Les Raisins de la colère, roman de John Steinbeck paru en 1939, et son adaptation cinématographique, mais aussi de manière générale les conséquences de la crise économique de 1929 aux Etats-Unis.
Emma Sugiyama-Parker, épouse de Trey Parker fait une apparition dans cet épisode en prêtant sa voix aux jeunes Japonaises des sites Internet visités par Randy. Eric Stough est aussi crédité en tant que vedette invitée dans le rôle de l'homme qui interpelle Randy pour le simulateur de porno.

## Synopsis
La famille Marsh est coincée sur Internet jusque tard le soir : Shelley chatte avec son petit ami Amir, Stan télécharge, Randy fait semblant de travailler, alors qu'il regarde des vidéos pornos. Le lendemain, il n'y a plus de connexion chez les Marsh. Ceci cause un chaos terrible dans la famille qui découvre que toute la ville est touchée. Le journal télévisé ne peut plus informer personne : toutes leurs informations provenaient d'Internet.
Après huit jours sans Internet, les Marsh commencent à ressentir le manque. Randy est malade et ne peut pas se soigner sans sa connexion, Shelley se met même à frapper Stan dans une crise d'hystérie, voulant à tout prix chatter, et pleure son petit copain virtuel. La famille part pour un raid en Californie après avoir appris que la Silicone Valley contiendrait encore un peu d'internet.
La famille Marsh atteint la Silicon Valley californienne et entre dans un camp de réfugiés Internet. Il y a un accès Internet mais la connexion est limitée à 40 secondes par famille. Le gouvernement prend conscience du problème, et tente par tous les moyens de faire redémarrer l'internet.
De son côté, Randy supplie un agent de sécurité de lui laisser quelques minutes en privé sur internet afin qu'il puisse retrouver ses films fétiches. Cependant, l'agent refuse et laisse Randy à son sort. Quelques minutes plus tard, il croise un passant qui lui annonce qu'il a créé un simulateur de pornos installé en secret dans une tente (de peur de devoir revenir au magazine Playboy). Randy décide de l'essayer. Malheureusement, il n'arrive pas à jouir à cause des images qui ne sont que de vulgaires dessins au crayon à papier. 
Le soir, l'ordinateur du camp de réfugié est enfermé dans un local en attendant le lendemain matin. Randy, qui remarque que le local n'est pas surveillé, parvient à s'y introduire et à se connecter sans problème sur internet. Malheureusement, il est interrompu par l'arrivée des agents de sécurité qui ont été alertés par ses gémissements. 
Kyle semble trouver une solution. Face à Internet, qui est représenté par un gigantesque routeur Wi-Fi, il tente une méthode que tout le monde utilise pour se reconnecter : il débranche et rebranche l'alimentation. Internet se remet alors en marche.
Randy achève l'épisode avec un discours moralisateur, précisant qu'il faut donner à Internet le respect qu'il mérite et l'utiliser avec modération. Il finit son discours en demandant à tous de se résoudre à ne pas utiliser Internet pour regarder du porno plus de deux fois par jour.